# Tortistilus albidosparsa
Tortistilus albidosparsa är en insektsart som beskrevs av Carl Stål. Tortistilus albidosparsa ingår i släktet Tortistilus och familjen hornstritar. Inga underarter finns listade i Catalogue of Life.